# Sala Carlos Chávez
La Sala Carlos Chávez es un auditorio para conciertos musicales, obras teatrales y otras actividades culturales ubicado en el Centro Cultural Universitario de la Universidad Autónoma de México; sin embargo, por sus dimensiones está diseñado en específico para la interpretación de música de cámara.

## Importancia cultural
Recibe su nombre en honor al compositor mexicano Carlos Chávez, fundador de la Orquesta Sinfónica de México, actualmente Orquesta Sinfónica Nacional y quien además fue el primer director del Instituto Nacional de Bellas Artes.
En el foro se presentan algunos de los principales músicos de México, así como solistas internacionales que invita la Orquesta Filarmónica de la UNAM durante su temporada regular, pero para realizar recitales. También se organizan aquí ciclo de Jóvenes Talentos de la UNAM.
Se encuentra situado junto a la Sala Miguel Covarrubias, donde se presentan espectáculos dancísticos principalmente.
Es sede de algunos festivales como el Foro Internacional de Música Nueva Manuel Enríquez.

## Características
El foro se construyó ex profeso para conciertos de música de cámara, por lo que su tamaño es pequeño, para 163 a 171 asistentes, y por las características y diseño del mismo, su butaquería hace que el escenario se encuentre a 13 metros del asiento más alejado, por lo que prácticamente no hay obstáculos para apreciar el espectáculo.